# Jessi Kamea
Jessie Elaban, meglio conosciuta con il ring name Jessi Kamea (Austin, 10 ottobre 1988), è una wrestler statunitense precedentemente sotto contratto con la World Wrestling Entertainment (WWE) nel roster NXT.

## Biografia
Jessi Elban è nata il 10 ottobre del 1988 a Austin, Texas, Stati Uniti.
Elaban è una di quattro figli e ha due sorelle, Natasha e Kiana, e un fratello di nome Cody. Si è diplomata nel 2007 alla James Bowie High School di Austin, dove ha giocato a pallavolo come centrale e laterale destro per tre stagioni. Ha frequentato la Concordia University, in Texas. Durante gli studi alla Concordia University, Elaban si è laureata in Comunicazione.

## Carriera
Ha iniziato la sua formazione nel wrestling nel 2017, quando è stata reclutata per allenarsi al WWE Performance Center.
Nel 2018 ha debuttato a NXT partecipando al torneo Mae Young Classic, dove ha affrontato Tay Conti nel primo turno. Quindi è stata coinvolta in diverse storyline e ha lottato in vari eventi.
Nel 2021 ha fatto parte della stable chiamata The Robert Stone Brand, insieme a Aliyah e Franky Monet.
La sua ultima apparizione in WWE è stata il 24 agosto 2021, quando ha affrontato Raquel Gonzalez.
Il 4 novembre 2021 è stata licenziata dalla WWE.
Nel 2023, ha debuttato nella promozione giapponese STARDOM, entrando a far parte del gruppo "Club Venus".